# Salt Bae
Nusret Gökçe, apodado Salt Bae, es un cocinero y restaurador turco propietario de Nusr-Et, una cadena turca de steakhouses. Sus métodos de cocinar y preparar la carne se convirtieron en una sensación de internet. Posee formación como carnicero y cocinero.

## Comienzos
Gökçe nació en Erzurum (Turquía) en 1983, en una familia kurda. Su padre era minero. A los dos años su familia abandonó la aldea natal y se estableció con él en Estambul, en busca de mejores oportunidades económicas. Debido a los problemas financieros que su familia estaba pasando, abandonó la escuela en el sexto grado y comenzó a trabajar como aprendiz de carnicero en el distrito Kadıköy de Estambul a los trece años y de allí pasó a trabajar en asadores turcos durante más de 10 años.

## Carrera
Gökçe visitó varios países, tales como Argentina y los Estados Unidos entre 2007 y 2010, donde trabajó en restaurantes sin cobrar, con el fin de ganar experiencia como cocinero y restaurador. Después de su regreso a Turquía, Gökçe abrió su primer restaurante en Estambul en 2010. Cuatro años más tarde, en 2014, abrió un restaurante en Dubái.
Gökçe se hizo más conocido a través de una serie de videos y memes virales en Internet a partir de enero de 2017, que muestran cómo corta carne con delicadeza y echa la sal. En febrero de 2017 durante la entrega de los Premios Laureus, Gökçe sirvió a la medallista olímpica Simone Biles. En diciembre de 2017, recibió críticas por una foto de 2016 en la que aparecía posando delante de una imagen de Fidel Castro.
Las primeras reseñas profesionales de su steakhouse de Nueva York inaugurado en 2018 fueron en general negativas. Robert Sietsema de Eater describió los bistecs como «gomosos y con poco sabor». Steve Cuozzo del Post calificó el restaurante como «estafa pública n.º 1» y Joshua David Stein escribió en GQ que el bistec es «ordinario» y las hamburguesas «demasiado hechas».
En septiembre de 2018, el presidente de Venezuela, Nicolás Maduro, recibió duras críticas por comer en el restaurante de Gökçe en Estambul. La polémica de Maduro devolvió a Salt a los memes. En este caso se trata de ilustradores venezolanos que han dibujado el encuentro entre el presidente del país y el cocinero en diferentes viñetas compartidas a través de redes sociales.
En diciembre de 2022 volvió a ser foco de atención en redes sociales por ser visto en la cancha del Estadio Lusail en Catar tocando la Copa del Mundo tras la final del Mundial ganada por la Selección Argentina. Ante esta situación, la FIFA decidió abrir una investigación contra el chef debido a que la copa solo puede ser tocada por un selecto grupo de personas. Además dos días después de aquella polémica situación, la Federación de Fútbol de los Estados Unidos anunció que Salt Bae sería excluido de la final de la U.S. Open Cup debido a la transgresión de éstos protocolos.
Finalmente en enero de 2023, la FIFA sancionó a Salt Bae con la prohibición de asistir a cualquiera de los partidos que serán disputados en el próximo mundial del 2026.

### Salt Bae meme
Su fama llegó a partir de un video viral, «Ottoman Steak», publicado el 7 de enero de 2017 en la cuenta de Twitter de su restaurante. Tras recibir más de 10 millones de reproducciones en Instagram, fue bautizado como «Salt Bae» debido a su forma icónica de rociar o echar la sal dejando que caiga sobre su antebrazo y luego extendiéndola sobre la carne. Destaca por su apariencia con sus gafas de sol redondas, cola de caballo y su barba de bigote perfectamente arreglada. Luego fue entrevistado por NBC News, donde dijo: «La forma de la carne y el sabor de ella empezando desde arriba hacia abajo es parte de mí ... Todos mis sentimientos vienen desde el interior de la carne hasta cuando echo la sal en la carne».
Más tarde se parodió a sí mismo al posar con su voto mientras votaba en el referéndum turco de 2017.